# 秋吉耕佑
秋吉 耕佑 ( あきよし こうすけ、本名:秋吉(相賀) 弘亮、1975年1月12日 - )は、福岡県久留米市出身のオートバイレーサー。2010年・2011年の全日本ロードレース選手権JSB1000クラスチャンピオン。HRCのテストライダーを務め、MotoGPマシンのRC212Vの開発にも携わっている。

## 経歴

### キャリア初期
7歳の時にポケバイでレースデビュー。1993年、18歳の時にロードレース九州選手権にデビューを果たす。同時代に九州選手権を戦ったライバルとしては、熊本のチーム高武に所属していた加藤大治郎、玉田誠らが挙げられる。翌1994年にはSP250クラスで勝利を重ね、シリーズ2位に入った(チャンピオンは玉田誠)。

### 全日本デビュー
1995年にはスズキと契約を結び、全日本ロードレース選手権250ccクラスにスポット参戦でデビューを果たす。年間ランキングは24位だった。
翌1996年も同クラスにスポット参戦し、第8戦鈴鹿では3位表彰台を獲得、シリーズランキングは11位に入った。またこの年は鈴鹿8耐に、山口直範とペアでギャッツビー・レーシングからGSX-R750を駆って初出場。17位で完走を果たした。
1997年はSBクラスに移り、ラッキーストライク・スズキチームから出場。年間ランキング10位に入った。鈴鹿8耐にも同チームから藤原克昭とペアを組んで参戦したが、総合43位に終わった。

### スズキの開発ライダーへ
翌1998年からは、ロードレース世界選手権500ccクラスを戦うRGV-Γ500の開発ライダーを務めることになり、レースの表舞台からは一時退くことになった。2002年以降はMotoGPマシンのGSV-Rの開発を担当した。

### レース復帰、MotoGPデビュー
2005年、秋吉はGSV-Rの開発を続けながら、ヨシムラ・スズキチームから全日本JSB1000クラスにスポット参戦、久々にレース復帰を果たした。復帰戦(第6戦鈴鹿)ではいきなりポールポジションを獲得し、周囲を驚かせた。最終戦もてぎで優勝を果たし、年間ランキングは11位に入った。
翌2006年はヨシムラ・スズキからJSB1000クラスにフル参戦し、シリーズランキング4位に入った。そしてロードレース世界選手権第15戦もてぎ、GSV-Rを駆ってワイルドカード枠でMotoGPデビューを果たす。予選12番手からスタートし、決勝は13位完走、3ポイントを獲得した。
2007年もJSB1000への参戦を継続(チームはWINs SUZUKI R.T)、ランキングは17位に終わった。またこの年は10年ぶりに鈴鹿8耐に参戦、ヨシムラ・スズキ with JOMOチームで加賀山就臣とペアを組んでGSX-R1000を駆り、見事総合優勝を果たした。さらにこの年にもワイルドカード枠でリズラ・スズキチームからMotoGPに2戦出場、ヘレスでは17位完走、もてぎでは13番グリッドからレギュラーライダー勢を次々とオーバーテイクし、一時4番手まで浮上する活躍を見せるが、メカニカルトラブルで惜しくもリタイヤとなった。
2008年はヨシムラスズキwithJOMOチームからJSB1000へ参戦、シーズン3勝を挙げシリーズランキング5位に入った。また鈴鹿8耐にも前年と同じ体制で出場し、総合4位で完走を果たした。MotoGP第15戦もてぎにも3年連続でワイルドカード参戦を果たすが、1周目に転倒を喫しリタイヤとなってしまった。

### HRCへ移籍

#### 2009年
2009年からは、長年所属したスズキを去り、新たにHRCのテストライダーを務めることになった。MotoGP開幕前のヘレステストでは負傷したダニ・ペドロサの代役を務め、ゼッケン64のレプソル・ホンダRC212Vを走らせた。全日本ロードレース選手権はTSR・ホンダチームからJSB1000クラスでCBR1000RRKを駆って鈴鹿限定でのスポット参戦となり、第2戦でポール・トゥ・ウィンを飾った。
鈴鹿8耐には伊藤真一とのペアで出場することとなり、前哨戦の鈴鹿300km耐久ロードレースでは優勝を飾った。8耐ではポールポジションからスタートしホールショットをとり独走態勢を築いていたが、2周目のS字コーナー1つ目で転倒。さらにその周ピットロード入り口で２度目の転倒をする。その後、猛烈な追い上げを見せ9位で完走を果たした。
全日本選手権の最終戦鈴鹿(2レース制・東コース)ではウェットコンディションでおこなわれたレース2で優勝、結局このシーズンは出場した3レース中2勝を収めてシリーズランキング10位を記録した。

#### 2010年
2010年シーズンは、全日本JSB1000クラスにTSRチームから全戦参戦できることとなった。秋吉は得意の鈴鹿でおこなわれた3レース全てで勝利を挙げるなどの活躍を見せ、自身初のシリーズチャンピオンに輝いた。
鈴鹿8耐にはジョナサン・レイとペアを組んで出場、序盤にストップ・アンド・ゴーのペナルティやレイの転倒によって下位に沈むが、その後両ライダーが好タイムを連発し、最終的には3位表彰台に立つ活躍を見せた。
またロードレース世界選手権第5戦イギリスGPでの転倒により椎骨骨折の重傷を負った青山博一の代役として、インターウェッテン・ホンダチームから第6戦ダッチTT、第7戦カタルーニャGPの2戦に出場。両レースともポイント圏内で完走を果たした。
この年の7月、浜松市に結婚相談所「浜松婚活サロン Me-You」がオープン。秋吉はその店のオーナーを務めることとなり、オートバイレーサーとしては異色の婚活ビジネス進出を果たした。

#### 2013年
全日本JSB1000クラスで開幕２連勝をあげるも、第４戦筑波で転倒、左大腿骨骨折の怪我をする。シーズン中盤および鈴鹿８耐を欠場するも、岡山戦で復帰。そこで金曜フリー走行でトップタイムを出しながらも予選で転倒。鎖骨骨折をしてしまう。１ヶ月後の最終戦鈴鹿で復帰し、２分６秒台のタイムをマークするなどの活躍を見せた。

#### 2014年
全日本JSB1000クラスの第１戦鈴鹿にスポット参戦。中盤まで１位で走行するも、途中でハイサイドを喫し、中須賀克行、高橋巧に抜かれ３位。
鈴鹿８耐では、スターティングライダーとして雨の中、圧倒的なペースで１位を独走。ジョナサン・レイとともに順調に周回を重ねる。しかし108周目に130Rでスリップダウンにより激しく転倒した。左太ももをいためたが、ピットまで戻ってきた。チームはマシンを修復しザネッティとレイで完走した。

#### 2015年
TSRを去り、au&teluru KoharaRTに移籍して全日本にフル参戦。HRCからワークスマシンを貸与されていたTSR時代と違い、戦闘力の劣るキットバイクでの参戦となったが、雨のSUGOセミ耐久では予選で一時トップタイムをマークするなど、ベテランらしさを見せた。

## 主なレース戦績

### 日本国内選手権
1993年
- ロードレース九州選手権 SP250クラス参戦

1994年
- ロードレース九州選手権 SP250クラスシリーズ2位

1995年
- 全日本ロードレース選手権 GP250クラスシリーズ24位 (スズキ・RGVγ250)

1996年
- 全日本ロードレース選手権 GP250クラスシリーズ11位 (スズキ・RGVγ250)

1997年
- 全日本ロードレース選手権 SBクラスシリーズ10位 (スズキ・GSX-R750/ラッキーストライク・スズキ)

2005年
- 全日本ロードレース選手権 JSB1000クラスシリーズ11位 (スズキ・GSX-R1000/ヨシムラ・スズキ)

2006年
- 全日本ロードレース選手権 JSB1000クラスシリーズ4位 (スズキ・GSX-R1000/ヨシムラ・スズキ)

2007年
- 全日本ロードレース選手権 JSB1000クラスシリーズ17位 (スズキ・GSX-R1000/WINs SUZUKI R.T)

2008年
- 全日本ロードレース選手権 JSB1000クラスシリーズ5位 (スズキ・GSX-R1000/ヨシムラスズキwithJOMO)

2009年
- 全日本ロードレース選手権 JSB1000クラスシリーズ10位 (ホンダ・CBR1000RR/F.C.C.TSR Honda)

2010年
- 全日本ロードレース選手権 JSB1000クラスシリーズチャンピオン (ホンダ・CBR1000RR/F.C.C.TSR Honda)

2011年
- 全日本ロードレース選手権 JSB1000クラスシリーズチャンピオン (ホンダ・CBR1000RR/F.C.C.TSR Honda)

2012年
- 全日本ロードレース選手権 JSB1000クラスランキング4位 (ホンダ・CBR1000RR/F.C.C.TSR Honda)

2013年
- 全日本ロードレース選手権 JSB1000クラスランキング6位 (ホンダ・CBR1000RR/F.C.C.TSR Honda)
- 2013年 - スーパーバイク世界選手権第4戦スポット参戦しレース1＝14位 レース2＝リタイア　パタ・ホンダ・ワールドスーパーバイク ホンダ・CBR1000RR

2014年
- 全日本ロードレース選手権 JSB1000クラスランキング23位 (ホンダ・CBR1000RR/F.C.C.TSR Honda)

2015年
- 全日本ロードレース選手権 JSB1000クラスランキング8位 (ホンダ・CBR1000RR/au & テルル ・ Kohara RT)

2016年
- 全日本ロードレース選手権 JSB1000クラスランキング11位 (ホンダ・CBR1000RR/au & テルル ・ Kohara RT)

### 鈴鹿8時間耐久ロードレース
| 開催年 | バイク             | チーム                     | パートナー                              | 総合順位 |
| ------ | ------------------ | -------------------------- | --------------------------------------- | -------- |
| 1996年 | スズキ・GSX-R750   | ギャッツビー・レーシング   | 山口直範                                | 17位     |
| 1997年 | スズキ・GSX-R750   | ラッキーストライク・スズキ | 藤原克昭                                | 43位     |
| 2007年 | スズキ・GSX-R1000  | ヨシムラ・スズキ with JOMO | 加賀山就臣                              | 1位      |
| 2008年 | スズキ・GSX-R1000  | ヨシムラ・スズキ with JOMO | 加賀山就臣                              | 4位      |
| 2009年 | ホンダ・CBR1000RRW | F.C.C.TSR Honda            | 伊藤真一/手島雄介                       | 9位      |
| 2010年 | ホンダ・CBR1000RRW | F.C.C.TSR Honda            | ジョナサン・レイ                        | 3位      |
| 2011年 | ホンダ・CBR1000RRW | F.C.C.TSR Honda            | 伊藤真一/清成龍一                       | 1位      |
| 2012年 | ホンダ・CBR1000RRW | F.C.C.TSR Honda            | ジョナサン・レイ/岡田忠之               | 1位      |
| 2014年 | ホンダ・CBR1000RRW | F.C.C.TSR Honda            | ジョナサン・レイ/ロレンツォ・ザネッティ | 40位     |
| 2016年 | ホンダ・CBR1000RR  | au&Teluru・ Kohara RT      | 大久保光/ダミアン・カドリン             | 10位     |

### ロードレース世界選手権
(凡例)
| シーズン | クラス | バイク | 1   | 2      | 3   | 4   | 5   | 6      | 7      | 8   | 9   | 10  | 11  | 12  | 13  | 14  | 15      | 16  | 17  | 18  | シリーズ順位 | ポイント |
| -------- | ------ | ------ | --- | ------ | --- | --- | --- | ------ | ------ | --- | --- | --- | --- | --- | --- | --- | ------- | --- | --- | --- | ------------ | -------- |
| 2006年   | MotoGP | スズキ | SPA | QAT    | TUR | CHN | FRA | ITA    | CAT    | NED | GBR | GER | USA | CZE | MAL | AUS | JPN 13  | POR | VAL |     | 21位         | 3        |
| 2007年   | MotoGP | スズキ | QAT | SPA 17 | TUR | CHN | FRA | ITA    | CAT    | GBR | NED | GER | USA | CZE | RSM | POR | JPN Ret | AUS | MAL | VAL | NC           | 0        |
| 2008年   | MotoGP | スズキ | QAT | SPA    | POR | CHN | FRA | ITA    | CAT    | GBR | NED | GER | USA | CZE | RSM | IND | JPN Ret | AUS | MAL | VAL | NC           | 0        |
| 2010年   | MotoGP | ホンダ | QAT | SPA    | FRA | ITA | GBR | NED 15 | CAT 13 | GER | USA | CZE | IND | SMR | ARA | JPN | MAL     | AUS | POR | VAL | 20位         | 4        |

- 2011年    ロードレース世界選手権MotoGPクラス第7戦にスポット参戦し13位。サンカルロ・ホンダ・グレシーニから参戦。（ホンダ・RC212V）
- 2011年    ロードレース世界選手権MotoGPクラス第15戦にスポット参戦し12位。LCRホンダMotoGPから参戦。（ホンダ・RC212V）
- 2015年    ロードレース世界選手権MotoGPクラス第15戦にスポット参戦し19位。ABモトレーシングから参戦。（ホンダ・RC213V-RS）